# Plaisance (Haiti)
Plaisance este o comună din arondismentul Plaisance, departamentul Nord, Haiti, cu o suprafață de 121,52 km2 și o populație de 63.278 locuitori (2009).